# Die große Chance (Radioquiz)
Die große Chance war der Name einer von 1951 bis 1955 von der Sendergruppe Rot-Weiß-Rot ausgestrahlten österreichischen Radioquizsendung. Präsentator der im Mozartsaal des Wiener Konzerthauses aufgezeichneten, äußerst beliebten Sendung war Maxi Böhm. Die Kennmelodie „Die große Chance, die große Chance, sie klopft an deine Tür ...“ wurde von Gerhard Bronner komponiert. Als Klavierbegleiter fungierte Norbert Pawlicki. Das Format stammte von der amerikanischen Radioquizsendung Take It or Leave It (CBS 1940–1947), später weitergeführt als The $64 Question (NBC, 1950–1952). Das Muster wurde auch in anderen Ländern erfolgreich als Fernsehquiz imitiert, so in Frankreich (Quitte ou double?) und in Italien als Lascia o raddoppia
Die Kandidaten hatten Fragen mit wachsendem Schwierigkeitsgrad zu beantworten. Als Sponsoren traten der Unilever-Konzern und die Brauerei Schwechat auf. Die zeitweilig sprichwörtlich gewordene Formel für den Trostpreis nach einer falsch beantworteten Frage, womit der Kandidat ausschied, lautete: „Eine Kiste Schwechater Lager und ein Flascherl Jules Bouchet.“ Dass das eine ein Bier war und das andere der bekannteste österreichische Weinbrand, musste in Österreich nicht gesagt werden. 
Im Gefolge der Auflösung der von der amerikanischen Besatzungsmacht gegründeten Sendergruppe Rot-Weiß-Rot wurde die beliebte Sendung zunächst eingestellt. In den 1960er-Jahren kam es zu einer Neuverfilmung.